# Dichotomius carolinus
Dichotomius carolinus är en skalbaggsart som beskrevs av Carl von Linné 1767. Dichotomius carolinus ingår i släktet Dichotomius och familjen bladhorningar. Inga underarter finns listade i Catalogue of Life.

## Bildgalleri

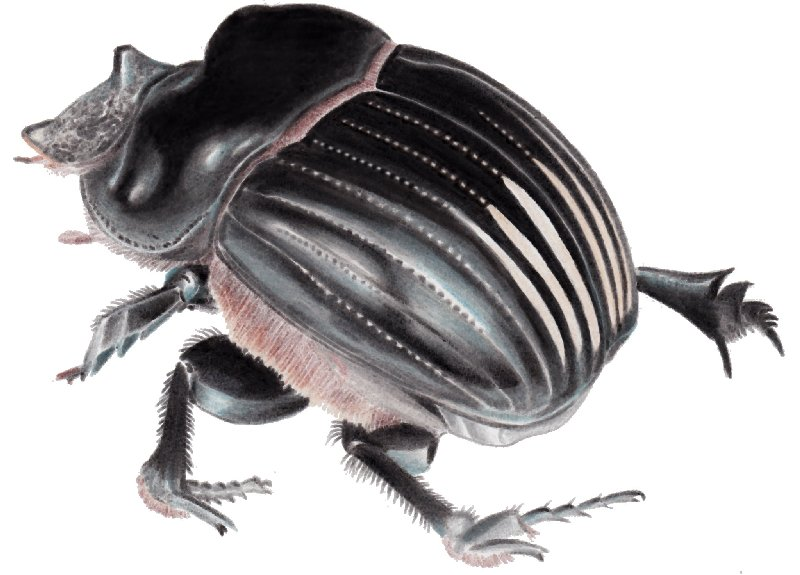